# 马龙格乌尔
马龙格乌尔（Marungur），是印度泰米尔纳德邦甘尼亚古马里县的一个城镇。总人口10096（2001年）。

## 人口
该地2001年总人口10096人，其中男性4972人，女性5124人；0—6岁人口857人，其中男437人，女420人；识字率82.04%，其中男性为84.53%，女性为79.63%。